# آنتوان ودرن
آنتوان ودرن (فرانسوی: Antoine Védrenne‎؛ ۱۷ سپتامبر ۱۸۷۸ – ۱۳ ژانویهٔ ۱۹۳۷) قایقران روئینگ اهل فرانسه بود.
وی در مسابقات کشوری و بین‌المللی در مجموع برندهٔ ۲ مدال طلا، ۱ مدال نقره، ۲ مدال برنز شده‌است.